# Verdrijvingsvlak
Een verdrijvingsvlak is een weggedeelte dat gemarkeerd is met schuine strepen en bevindt zich doorgaans aan het begin of het einde van een invoeg- of een uitvoegstrook.
Op verdrijvingsvlakken is rijden niet toegestaan. Tenzij bestuurders een spitsstrook (vluchtstrook) volgen die een splitsing of samenvoeging van wegen, rijbanen of rijstroken passeert.
Vroeger werd een verdrijvingsvlak ook wel sergeantstrepen genoemd.